# Kiko Femenía
Francisco Femenía Far (Sanet y Negrals, Alicante, 2 de febrero de 1991), deportivamente conocido como Kiko Femenía, es un futbolista español que juega de defensa en el Getafe C. F. de la Primera División de España.

## Trayectoria

### Hércules de Alicante C. F.
Kiko jugaba habitualmente como extremo derecho, si bien en las categorías inferiores del Hércules Club de Fútbol también jugó habitualmente en épocas concretas como lateral diestro. Comenzó jugando en los benjamines del Beniarbeig Club de Fútbol en la temporada 2000/01. En la 2002/03 llegó al Fútbol Base Denia (club distinto al CD Denia pero a la vez escuela formativa de dicho club). En la temporada 2004/05, su segunda en categoría infantil, fichó por el Hércules de la mano de Paco Fraga, entrenador del fútbol base herculano.
En la temporada 2007/08 con 17 años debutó en la Segunda División en el estadio José Rico Pérez el domingo 16 de junio de 2008 en un encuentro contra el Cádiz CF. El partido resultó polémico, en el que el Cádiz falló un penalti y certificó su descenso a Segunda "B". Posteriormente el club gaditano denunció ante el órgano federativo que la alineación de Kiko Femenía resultó indebida con el fin de que se le otorgaran los 3 puntos, pero que finalmente la federación desestimó dicho recurso al no observar anomalías en la alineación del canterano de Sanet y Negrals.
En la temporada 2008/09 el futbolista jugó en 4 equipos diferentes del Hércules. Principalmente jugó en el Juvenil A de División de Honor y posteriormente adquirió experiencia en el Hércules "B" en Regional Preferente. Finalizando la temporada, reforzó al Juvenil B para la promoción de ascenso a Liga Nacional, el segundo equipo juvenil del Hércules logró el ascenso de categoría. Pese a que entrenó habitualmente con el primer equipo, Juan Carlos Mandiá solo lo utilizó en el último partido de liga en Salamanca. En dicha temporada, Kiko junto a Raúl Ruiz, fueron los dos únicos jugadores canteranos del Hércules elegidos por un comité técnico conocido por Fútbol Draft que reconoce a los mejores jugadores de España menores de 20 años.
El 12 de agosto de 2009 firmó un contrato profesional con el Hércules por 5 años de duración con una cláusula de rescisión de 10 millones de euros rechazando el mismo ofertas de equipos importantes como Real Madrid, Valencia o Villarreal. Paquito Escudero, secretario técnico herculano, afirmó con el tiempo: "la fidelidad de Kiko me ha emocionado". En la temporada 2009/10 se convirtió a todos los efectos con ficha profesional luciendo el dorsal 15. El "Boquerón" Esteban mimó al canterano durante toda la temporada siendo el recambio habitual de Rufete. Kiko marcó su primer gol como profesional el 12 de diciembre de 2009, frente al Girona Futbol Club en Alicante.
Tras una temporada 2009/10 de ensueño en la que el Hércules permaneció toda la liga en los primeros puestos y participando en 36 partidos, consiguió el ascenso a Primera División. Al término de la liga, tras ser un habitual de la selección sub-19, fue uno de los últimos cuatro descartados antes de viajar al Europeo de Francia 2010 debido a una lesión muscular.
Debutó en la Primera División de España el 29 de agosto de 2010, ante el Athletic Club. En la jornada 15 de la misma temporada, Kiko Femenía anotó su primer gol en la máxima categoría del fútbol español, frente al Málaga C.F. en el estadio Rico Pérez.

### F. C. Barcelona "B"
El 7 de julio de 2011, ficha por el FC Barcelona por tres temporadas con opción a una cuarta. El traspaso se fija en dos millones de euros más 1,5 opcionales según objetivos.
El 22 de agosto de 2011, Kiko debuta como titular con el primer equipo del Barça en el Trofeo Joan Gamper frente al Nápoles, jugando 45 minutos.
El 4 de septiembre de 2011, en su segundo partido con el Barcelona B, Femenía logra anotar su primer gol en una victoria por 0-4 frente al FC Cartagena. Jugó un total de 30 partidos con el filial azulgrana en la temporada 2011-12, marcando 5 goles.
El 26 de agosto de 2013, se le rescindió el contrato con el F. C. Barcelona y se incorpora al Real Madrid Castilla.

### Real Madrid Castilla C. F.
El 28 de agosto se anunció el fichaje de Kiko por el primer conjunto filial del Real Madrid Club de Fútbol después de rescindir el contrato que le vinculaba profesionalmente con el filial barcelonista, debido a las diferencias tanto con el cuerpo técnico como directivo. No obstante, en el filial madridista tampoco tuvo suerte, y acabó jugando apenas cinco partidos antes de marcharse tras temporada y media.

### A. D. Alcorcón
El 7 de enero de 2015, tras su triste paso por el Castilla, firmó con la Agrupación Deportiva Alcorcón. Aquí disputó muchos más minutos, aunque tampoco dispuso de una continuidad suficiente.

### Deportivo Alavés
En verano de 2015 ficha por el Deportivo Alavés dirigido por José Bordalás. En su primera temporada se convierte en un fijo, jugando muchos minutos y logrando su segundo ascenso a Primera División. Además, esta temporada fue reconvertido a lateral derecho, teniendo actuaciones destacables en ese puesto.

### Watford F. C.
Tras dos años en el conjunto alavesista, puso rumbo a las filas del conjunto inglés. Allí estuvo durante cinco temporadas en las que jugó más de cien partidos en la Premier League.

### Regreso a España
El 28 de julio de 2022 se hizo oficial su vuelta al fútbol español después de haber fichado por el Villarreal C. F. para las siguientes tres temporadas. Una vez pasó ese tiempo y quedó libre, se unió al Getafe C. F. con un contrato hasta junio de 2027.

## Selección nacional
En 2009 se convirtió en internacional sub-18. Ya en la temporada 2009/10 jugó con la selección sub-19.
El 16 de marzo de 2011 entró por primera vez en una convocatoria para la selección sub-21.
El 28 de junio de 2011 entra en la convocatoria para el mundial sub-20 de Colombia.

## Estadísticas

### Clubes
Actualizado al último partido disputado el 9 de noviembre de 2024.
| Club                                | Div.          | Temporada     | Liga  | Liga  | Copas nacionales | Copas nacionales | Copas internacionales | Copas internacionales | Total | Total |
| Club                                | Div.          | Temporada     | Part. | Goles | Part.            | Goles            | Part.                 | Goles                 | Part. | Goles |
| ----------------------------------- | ------------- | ------------- | ----- | ----- | ---------------- | ---------------- | --------------------- | --------------------- | ----- | ----- |
| Hércules de Alicante C. F. · España | 2.ª           | 2007-08       | 1     | 0     | 0                | 0                | ―                     | ―                     | 1     | 0     |
| Hércules de Alicante C. F. · España | 2.ª           | 2008-09       | 1     | 0     | 0                | 0                | ―                     | ―                     | 1     | 0     |
| Hércules de Alicante C. F. · España | 2.ª           | 2009-10       | 35    | 3     | 5                | 0                | ―                     | ―                     | 40    | 3     |
| Hércules de Alicante C. F. · España | 1.ª           | 2010-11       | 34    | 1     | 1                | 0                | ―                     | ―                     | 35    | 1     |
| Hércules de Alicante C. F. · España | Total club    | Total club    | 71    | 4     | 6                | 0                | 0                     | 0                     | 77    | 4     |
| F. C. Barcelona "B" · España        | 2.ª           | 2011-12       | 30    | 5     | ―                | ―                | ―                     | ―                     | 30    | 5     |
| F. C. Barcelona "B" · España        | 2.ª           | 2012-13       | 32    | 1     | ―                | ―                | ―                     | ―                     | 32    | 1     |
| F. C. Barcelona "B" · España        | Total club    | Total club    | 62    | 6     | 0                | 0                | 0                     | 0                     | 62    | 6     |
| Real Madrid Castilla C. F. · España | 2.ª           | 2013-14       | 5     | 0     | ―                | ―                | ―                     | ―                     | 5     | 0     |
| Real Madrid Castilla C. F. · España | Total club    | Total club    | 5     | 0     | 0                | 0                | 0                     | 0                     | 5     | 0     |
| A. D. Alcorcón · España             | 2.ª           | 2014-15       | 17    | 0     | 0                | 0                | ―                     | ―                     | 17    | 0     |
| A. D. Alcorcón · España             | Total club    | Total club    | 17    | 0     | 0                | 0                | 0                     | 0                     | 17    | 0     |
| Deportivo Alavés · España           | 1.ª           | 2015-16       | 38    | 5     | 2                | 0                | ―                     | ―                     | 40    | 5     |
| Deportivo Alavés · España           | 1.ª           | 2016-17       | 31    | 0     | 6                | 0                | ―                     | ―                     | 37    | 0     |
| Deportivo Alavés · España           | Total club    | Total club    | 69    | 5     | 8                | 0                | 0                     | 0                     | 77    | 5     |
| Watford F. C Inglaterra             | 1.ª           | 2017-18       | 23    | 1     | 0                | 0                | ―                     | ―                     | 23    | 1     |
| Watford F. C Inglaterra             | 1.ª           | 2018-19       | 29    | 1     | 5                | 0                | ―                     | ―                     | 34    | 1     |
| Watford F. C Inglaterra             | 1.ª           | 2019-20       | 28    | 0     | 1                | 0                | ―                     | ―                     | 29    | 0     |
| Watford F. C Inglaterra             | 2.ª           | 2020-21       | 37    | 0     | 0                | 0                | ―                     | ―                     | 37    | 0     |
| Watford F. C Inglaterra             | 1.ª           | 2021-22       | 27    | 0     | 1                | 0                | ―                     | ―                     | 28    | 0     |
| Watford F. C Inglaterra             | Total club    | Total club    | 144   | 2     | 7                | 0                | 0                     | 0                     | 151   | 2     |
| Villarreal C. F. · España           | 1.ª           | 2022-23       | 20    | 0     | 2                | 0                | 6                     | 0                     | 28    | 0     |
| Villarreal C. F. · España           | 1.ª           | 2023-24       | 23    | 0     | 2                | 0                | 4                     | 0                     | 29    | 0     |
| Villarreal C. F. · España           | 1.ª           | 2024-25       | 12    | 0     | 0                | 0                | —                     | —                     | 12    | 0     |
| Villarreal C. F. · España           | Total club    | Total club    | 55    | 0     | 4                | 0                | 10                    | 0                     | 69    | 0     |
| Total carrera                       | Total carrera | Total carrera | 423   | 17    | 25               | 0                | 10                    | 0                     | 458   | 17    |